# Résine de mélèze

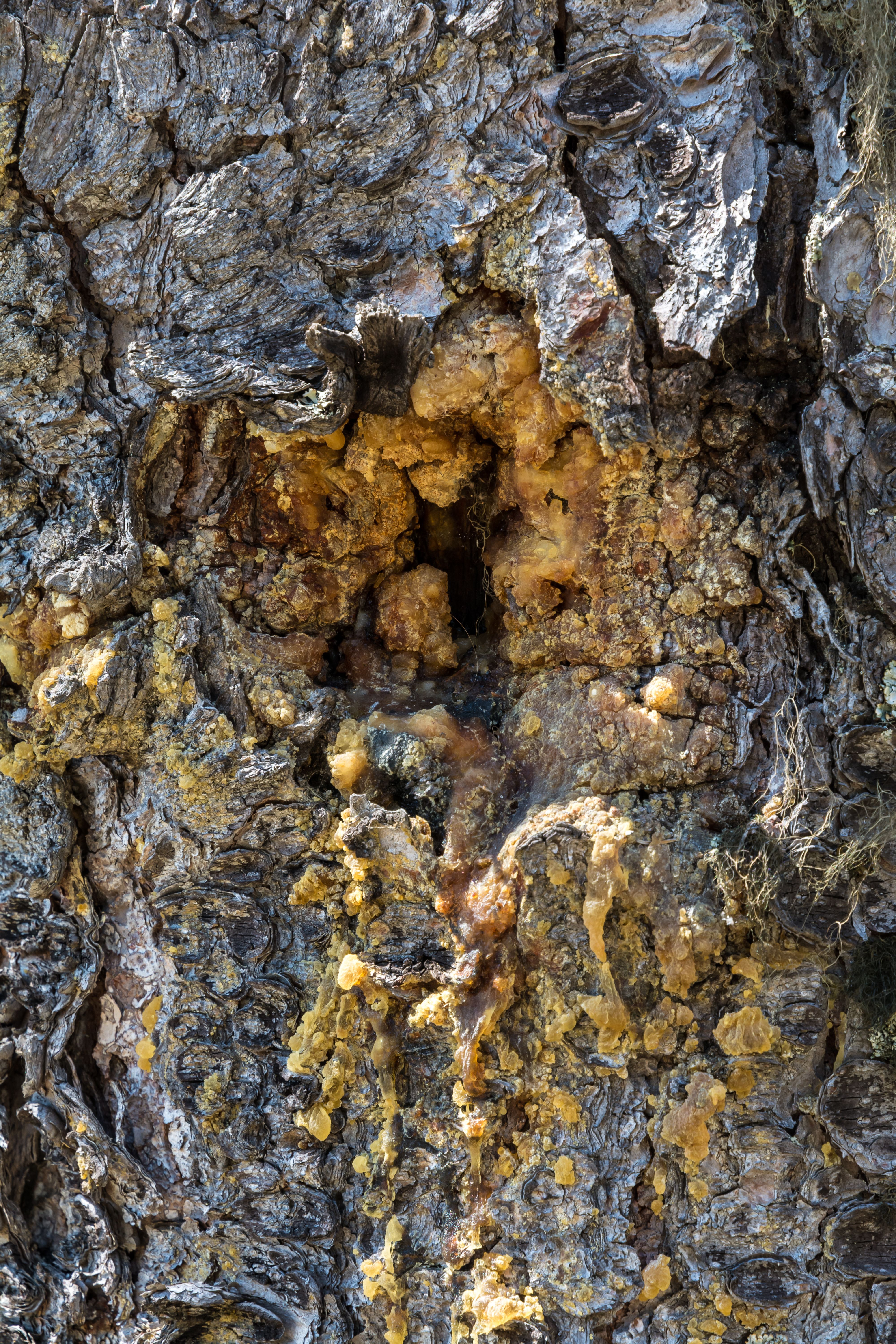
Larix decidua, évacuation de résine

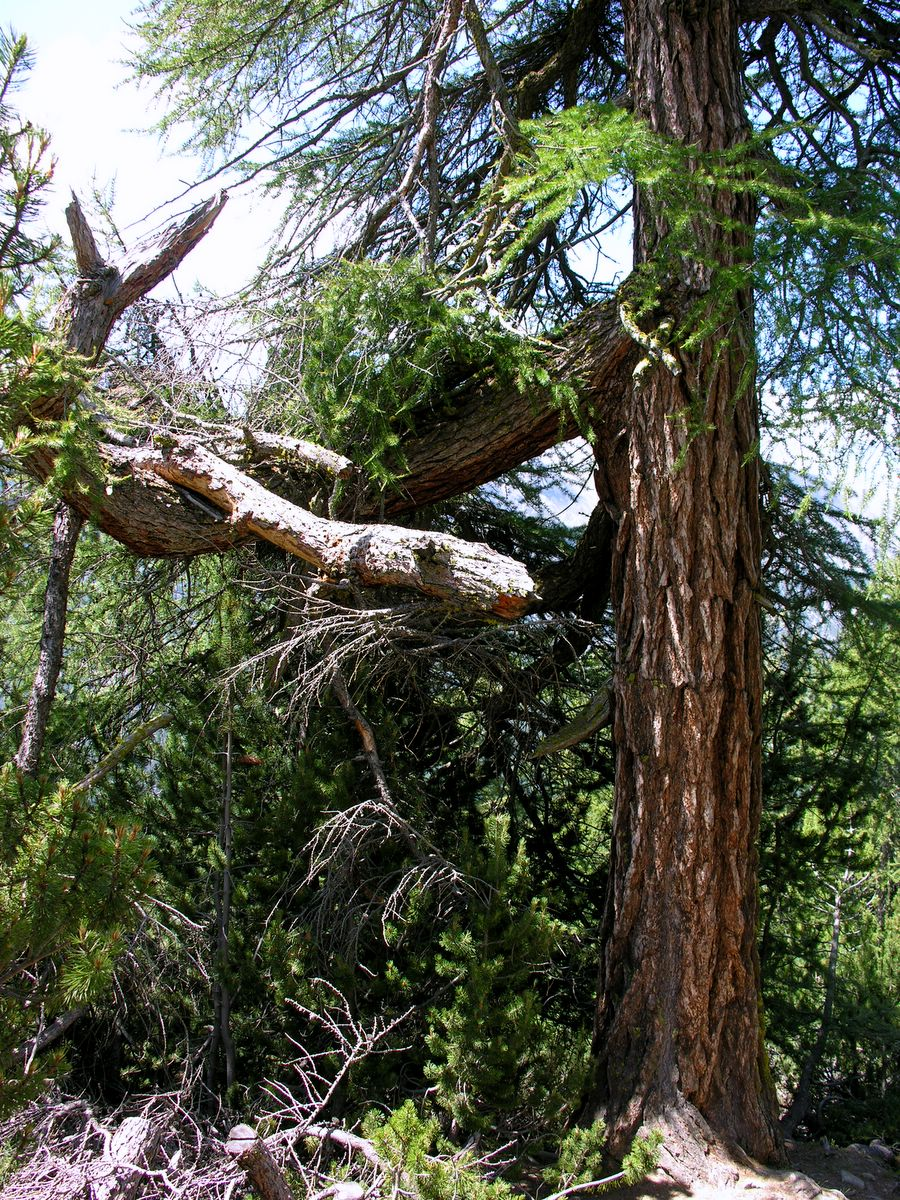
Parc national suisse. Larix decidua

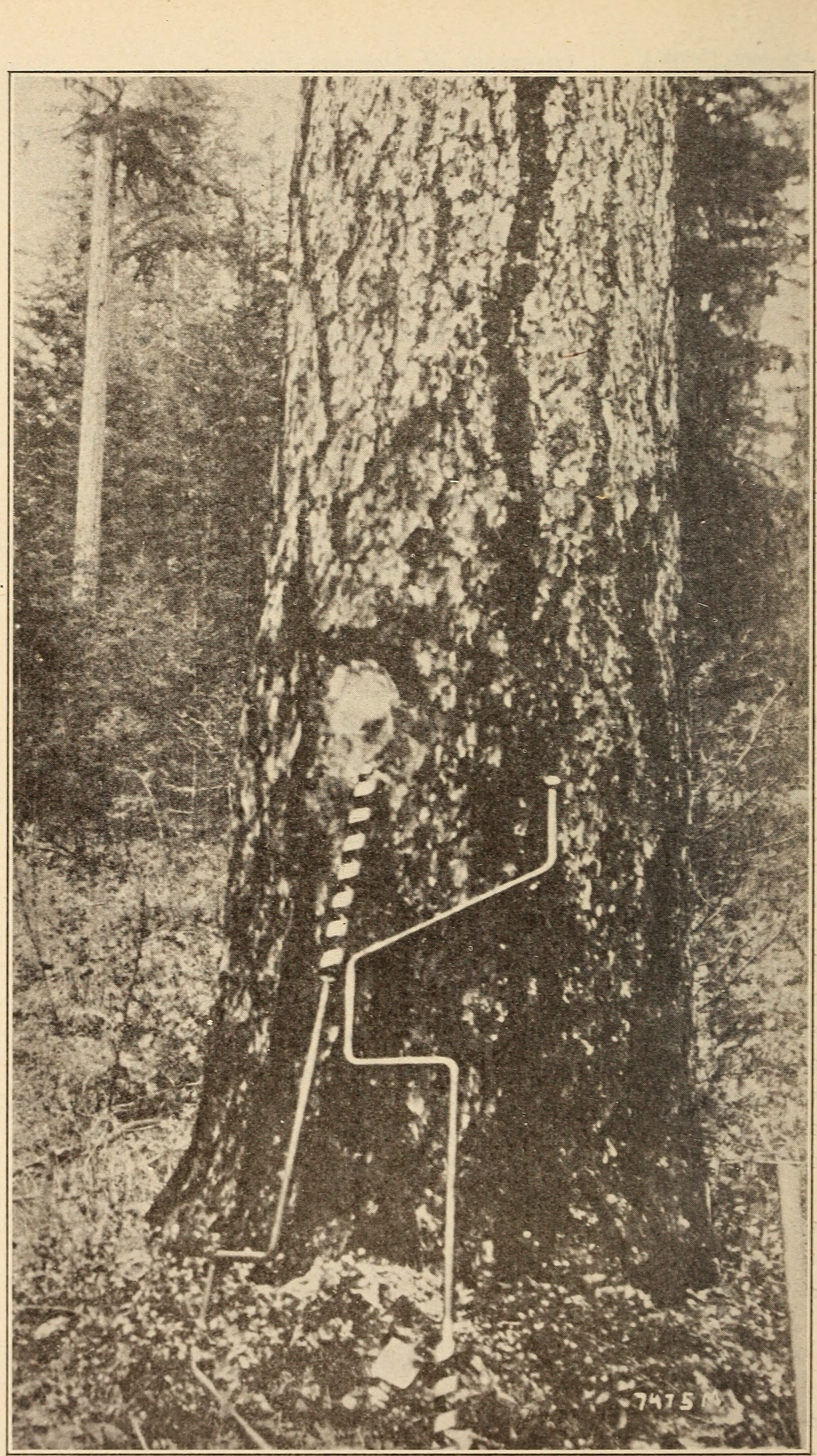
Mélèze prélevé selon la méthode européenne. American journal of pharmacy (1919)

La résine de mélèze est l'oléorésine des arbres du genre larix (Larix decidua). Récoltée, elle forme la térébenthine de Venise.
Le galipot du mélèze est appelé poix naturelle.

## Utilisation ancienne
Mentionné dans Dioscoride : «  et celle de la Gaule alpine (i.e. des contreforts alpins de la Cisalpine), que, dans leur langue, les indigènes nomment larix ». Λάριξ est bien connu comme nom de la résine du mélèze. Le terme a même pris en bas-latin le sens général de « résine » et s'applique même dans les gloses à celle du pin. « La résine du mélèze (larix), est la térébenthine de Venise, exploitée aujourd'hui au Tyrol et dans le Piémont ». Elle ne se sépare pas en deux couches comme celle des pins ni ne durcit en surface.

## Térébenthine du mélèze
La résine du mélèze est épaisse et très-consistante, puisqu'elle reste quelques moments sans couler, lorsqu'on renverse le vase qui la contient ; elle est uniformément nébuleuse, comme si elle tenait en suspension une résine très-divisée. Cette résine ne se dépose pas par le repos, le fond du vase n'offre que quelques particules terreuses. Elle a une odeur toute particulière, tenace, un peu fatigante, plus faible cependant que celle de la térébenthine au citron, mais bien moins agréable, plus faible aussi que celle de la térébenthine de Bordeaux et toute différente. Elle offre une saveur très-amère, persistante, jointe à une grande âcreté à la gorge.
« La térébenthine du mélèze conserve très-longtemps sa même consistance épaisse, sans former à l'air, et encore moins dans un vase fermé, une pellicule sèche et cassante à sa surface. Lorsqu'on l'expose à l'air, étendue en couche mince, sur une feuille de papier, quinze jours après le doigt qu'on y pose y adhère aussitôt et fortement. Sa propriété siccative est donc à peu près nulle. Elle ne se solidifie pas non plus sensiblement par l'addition d'un seizième de magnésie calcinée. Enfin elle se dissout complètement dans 5 parties d'alcool à 35 degrés. ».
La térébenthine fine ordinaire produite par le mélèze, usitée autrefois en pharmacies, nommée assez généralement térébenthine de Strasbourg, venait en réalité de la Suisse. C'est une térébenthine filtrée ou reposée en grandes masses, elle est plus coulante et transparente, mais jamais liquide et jamais aussi transparente que peut l'être la térébenthine du sapin.

## Récolte de la térébenthine en Suisse
Dans le pays de Vaud, en Suisse, les paysans percent en différents endroits, avec des tarières qui ont jusqu'à un pouce de diamètre, le tronc des mélèzes vigoureux, en commençant à trois ou quatre pieds de terre, et en remontant jusqu'à dix ou douze. Ils choisissent de préférence l'exposition du midi, les places d'anciennes branches rompues dont ils voient suinter la résine, et ils ont soin de faire leurs trous en pente. Ils adaptent à leur orifice des gouttières faites en bois de Mélèze par le moyen desquelles la térébenthine coule dans des auges disposées à cet effet au pied des arbres. Une fois par jour ou au plus tard tous les deux ou trois jours, la térébenthine qui a coulé dans les auges est recueillie dans des baquets de bois et transportée à la maison où on la passe à travers un tamis de crin pour en enlever les corps étrangers qui s'y seraient mêlés.
Les trous qui n'ont pas donné de résine ou qui cessent d'en fournir sont bouchés avec des chevilles, et on les rouvre douze à quinze jours après; ils donnent alors pour l'ordinaire plus de térébenthine que ceux qu'on perce pour la première fois. La récolte de la térébenthine commence à la fin de mai et elle se continue jusqu'au milieu ou à la fin de septembre. La quantité qui coule est toujours proportionnée à la chaleur du jour et à l'exposition plus ou moins au midi.
On croit dans la vallée de Chamonix que plus les trous sont profonds, plus la résine a de qualité en conséquence ; on les fait pénétrer jusqu'au centre de l'arbre. Les Mélèzes vigoureux peuvent fournir pendant quarante à cinquante ans, sept à huit livres de térébenthine chaque année, mais l'opinion commune est que cela les énerve et que le bois des arbres qui ont ainsi donné de la térébenthine n'est plus aussi propre aux constructions de toute espèce et qu'il n'est bon qu'à brûler et à faire du charbon. Les Mélèzes trop jeunes ou trop vieux ne donnent que peu de térébenthine, aussi choisit on ceux qui sont dans toute leur vigueur. La résine de Mélèze reste toujours liquide et de la consistance d'un sirop épais, elle est claire, transparente, de couleur jaunâtre, d'un goût un peu amer et d'une odeur aromatique assez agréable. Elle est connue dans le commerce sous le nom de térébenthine de Venise. On l'emploie en médecine, elle a absolument les mêmes propriétés que celle du sapin.

## Pâte à mâcher
En Russie beaucoup de personnes de l'un et l'autre sexe tiennent presque sans cesse de cette résine dans leur bouche et la font tourner continuellement d'un côté de la bouche à l'autre de telle manière qu'on les prendrait pour une « espèce d'hommes ruminants ». 

## Huile essentielle
Si l'on distille cette résine avec de l'eau, on obtient une huile essentielle, elle n'est pas aussi estimée que celle qu'on retire en distillant la térébenthine du sapin.

## Térébenthine de Venise
La résine du mélèze  est connue dans le commerce sous le nom de « térébenthine de Venise », parce que ce fut d'abord uniquement dans cette ville qu'elle se vendit.

### Usage dans les arts
La térébenthine de Venise servit à la fabrication de vernis, leur procurant brillant, liant et la limpidité: « Parmi les diverses sortes de térébenthines celle qui mérite la préférence est la térébenthine de Venise », comme étant la plus blanche et celle qui à plus de consistance - « Elle est tirée d'une espèce de mélèze que l'on trouve dans les Alpes et dans la Savoie; celle de Strasbourg tient le second rang, parce qu'elle est plus liquide que la précédente - Elle provient des sapins à feuille d'if qui croissent dans le nord de l'Allemagne, dans la Suisse et dans la Lorraine. »
Elle était un des ingrédients de la cire à cacheter.
Honoré Fragonard par ailleurs vernissait sa préparation avec de la résine de mélèze, la térébenthine de Venise, probablement à l'origine de l'absence d'attaque par les insectes destructeurs des pièces anatomiques sèches.

### Usage médicinal
L'alcoolat de Fioravanti à usage médicinal, contenait de la térébenthine de Venise.
La résine de mélèze a toujours des usages en phytothérapie.

## Manne de Briançon

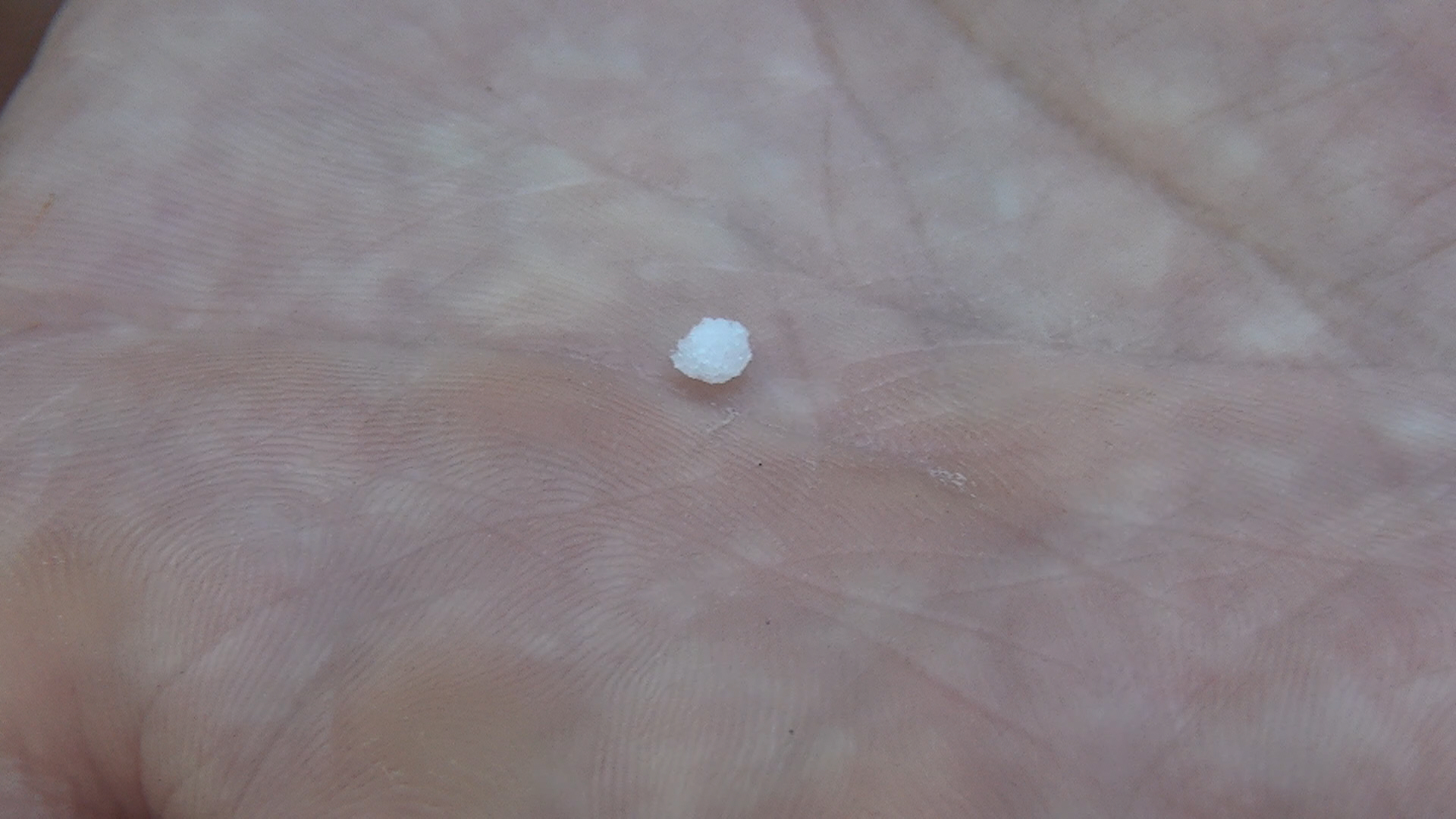
Manne solide du mélèze prélevée à Briançon en 2016, la manne de Briançon.

Le second produit du Mélèze est un suc particulier d'un goût fade et sucré, qui vers la fin de mai et dans les mois de juin et juillet suinte pendant la nuit, certains supposent alors de l'écorce des jeunes branches, d'autres des bourgeons et des feuilles (La manne de Briançon est le résultat d'un suintement de l'épine du mélèze d'Europe - Larix decidua - du a de forts écarts thermiques) sur lesquels il se coagule en petits grains blancs et gluants faciles à écraser appelés « manne ». Le matin, avant d'être frappés des rayons du soleil, les jeunes Mélèzes en sont souvent tout couverts mais ces grains disparaissent bientôt si on ne les a pas ramassés. Les vents froids s'opposent à la formation de ce suc qui est connu sous le nom de Manne de Briançon et dont les anciens historiens du Dauphiné ont fait une merveille.
Cette manne est un peu purgative, mais moins que celle de la Calabre qui vient sur des frênes (Fraxinus ornus, Fraxinus rotundifolia et Fraxinus parviflora). Elle n'est pas d'un grand usage si ce n'est parmi les gens de la campagne dans les pays où il y a beaucoup de Mélèzes.

## Gomme d'Orenbourg
Sèche, cassante, de couleur rougeâtre, soluble en totalité dans l'eau, à la saveur très légèrement résineuse, d'odeur peu marquée, cette gomme est un résultat accidentel. Lorsque des forêts de mélèze sont consumées disait Peter Simon Pallas, l'action de la chaleur fait subir une modification aux sucs résineux qui passent à l'état gommeux et coulent avec abondance. Les habitants de la Volga et des monts Ourals recueillaient cette gomme et s'en servaient pour vernir ou souder leurs arcs. C'est au XIXe siècle « un excellent anti-scorbutique, un astringent, etc. » On la mange avec délice. Le nom de gomme d'Orembourg ne désigne pas le véritable pays d'où provient cette substance. Dans ses propriétés elle se rapproche de la gomme arabique.

## Gaz de résine
Les résines ont été envisagées pour la fabrication par pyrolyse de gaz de résine.

## Mélézitose
Le mélézitose a été découvert dans la sève de mélèze (Pinus larix) en 1883 par Bonastre.